# Seliküla
Seliküla – wieś w Estonii, w prowincji Järva, w gminie Järva-Jaani.